# NGC 431
NGC 431 è una galassia lenticolare situata nella costellazione di Andromeda.
Fu scoperta il 22 novembre 1827 da John Herschel.